# Robert Borden
 (février 2013).
Si vous disposez d'ouvrages ou d'articles de référence ou si vous connaissez des sites web de qualité traitant du thème abordé ici, merci de compléter l'article en donnant les références utiles à sa vérifiabilité et en les liant à la section « Notes et références ».
Pour les articles homonymes, voir Borden.
Robert Laird Borden, né le 26 juin 1854 à Grand-Pré (Nouvelle-Écosse) et mort le 10 juin 1937 à Ottawa, est un avocat et un homme d'État canadien-anglais. Il est le 8e premier ministre du Canada, de 1911 à 1920, et est principalement connu pour avoir dirigé le pays durant la Première Guerre mondiale. Il est également le dernier premier ministre né avant la Confédération.
Borden est né à Grand-Pré, en Nouvelle-Écosse. Il travaille comme enseignant pendant un certain temps, puis il effectue ses stages dans un cabinet d'avocats d'Halifax. Il est appelé à la barre en 1878, et il devient rapidement l'un des plus éminents barristers de la Nouvelle-Écosse. Il est élu à la Chambre des communes du Canada, en 1896, sous la bannière du Parti conservateur. Il remplace Charles Tupper à la tête du parti en 1901, puis il devient premier ministre après la victoire du parti aux élections fédérales de 1911.
En tant que premier ministre, Borden dirige principalement le Canada pendant la Première Guerre mondiale. Son gouvernement adopte la Loi sur les mesures de guerre, crée le Corps expéditionnaire canadien et il introduit finalement le service militaire obligatoire, ce qui déclenche une crise de la conscription en 1917. Sur le front interne, il s'occupe des conséquences de l'explosion de Halifax, introduit le droit de vote des femmes pour les élections fédérales, et il recourt à la Police montée du Nord-Ouest pour briser la grève générale de Winnipeg, en 1919.
Lors des élections fédérales de 1917, il crée le Parti unioniste, qui rassemble des conservateurs et des libéraux favorables à la conscription. Son gouvernement est réélu à une écrasante majorité. Borden démissionne de son poste et se retire de la vie politique en 1920. Quelques années auparavant, il avait accepté le titre de chevalier en 1915, faisant de lui le dernier premier ministre canadien à avoir été anobli.

## Biographie

### Enfance et années de formation
Il est né et est élevé à Grand-Pré, en Nouvelle-Écosse, une région agricole dans le nord de la vallée d'Annapolis, où son arrière-grand-père (Perry Borden, père) s'est installé sur des terres acadiennes en 1760. Il fait ses études au Acacia Villa Academy et considère son père, Andrew Borden, comme « un homme doté de grandes aptitudes et d'un excellent jugement » et « calme, contemplatif, de mentalité philosophique » mais qu'« il manque d'énergie et n'a pas un grand don pour les affaires ». Sa mère, Eunice Jane Laird, est plus déterminée : Borden admire « [sa] force de caractère, [sa] remarquable énergie, [sa] grande ambition et [ses] aptitudes exceptionnelles ». Son ambition est transmise à son premier-né, qui s'applique à ses études, tout en aidant ses parents dans le travail, bien qu'il le déteste autant, de fermier.
De 1869 à 1874, il travaille comme professeur à Grand-Pré et à Matawan, au New Jersey. Ne voyant aucun avenir dans l'enseignement, il retourne en Nouvelle-Écosse en 1874 pour être stagiaire pendant quatre ans chez une firme d'avocats à Halifax (sans formation universitaire) et est reçu au barreau de la Nouvelle-Écosse en 1878 en se classant premier aux examens du barreau. Borden se rend alors à Kentville (Nouvelle-Écosse) comme partenaire junior de l'avocat conservateur John P. Chipman. En 1880, Borden devient membre de la franc-maçonnerie . En 1882, Wallace Graham lui demande de revenir à Halifax pour se joindre à la firme d'avocats conservatrice qui est dirigée par Graham et Charles Tupper. Après le départ de Graham, qui est nommé juge, et de Tupper, qui se lance en politique et sera éventuellement premier ministre, Borden devient le partenaire senior à l'automne de 1889, bien qu'il n'ait que 35 ans.
Sa sécurité financière désormais assurée, il épouse, le 25 septembre 1889, la fille d'un quincailler de Halifax, Laura Bond (1863-1940), mais ils n'eurent aucun enfant. En 1894, il achète une grande propriété sur le quartier sud du chemin Quinpool, et le couple baptise Pinehurst leur nouveau domicile. En 1893, il gagne la première de deux causes qu'il porte devant le Comité judiciaire du Conseil privé du Royaume-Uni. Il représente la plupart des entreprises les plus importantes d'Halifax et fait partie des conseils d'administration de plusieurs compagnies néo-écossaises, comme la Bank of Nova Scotia et la compagnie d'assurances Crown Life. Président de la Nova Scotia Barristers' Society en 1896, il prend l'initiative d'organiser les réunions fondatrices de l'Association du Barreau canadien à Montréal en 1896. Lorsqu'il commence à être sollicité pour se lancer en politique, Borden détient le plus grand cabinet d'avocats des Provinces maritimes et est devenu très riche.

### Début de carrière politique
Borden est élu député d'une circonscription de Halifax lors de l'élection fédérale de 1896, la même dans laquelle Wilfrid Laurier devint premier ministre. Borden prend la direction du Parti conservateur et devient chef de l'opposition en 1901. Il rebâtit tranquillement le parti, qui a perdu le pouvoir et l'influence avec la défaite de 1896 et de son chef, Tupper. Aux élections de 1911, il est porté au pouvoir en faisant campagne contre le plan de Laurier d'instaurer le libre-échange entre le Canada et les États-Unis. Borden et les conservateurs prônent plutôt la « préférence impériale », l'utilisation de tarifs douaniers pour diminuer les importations provenant de l'extérieur de l'Empire britannique.

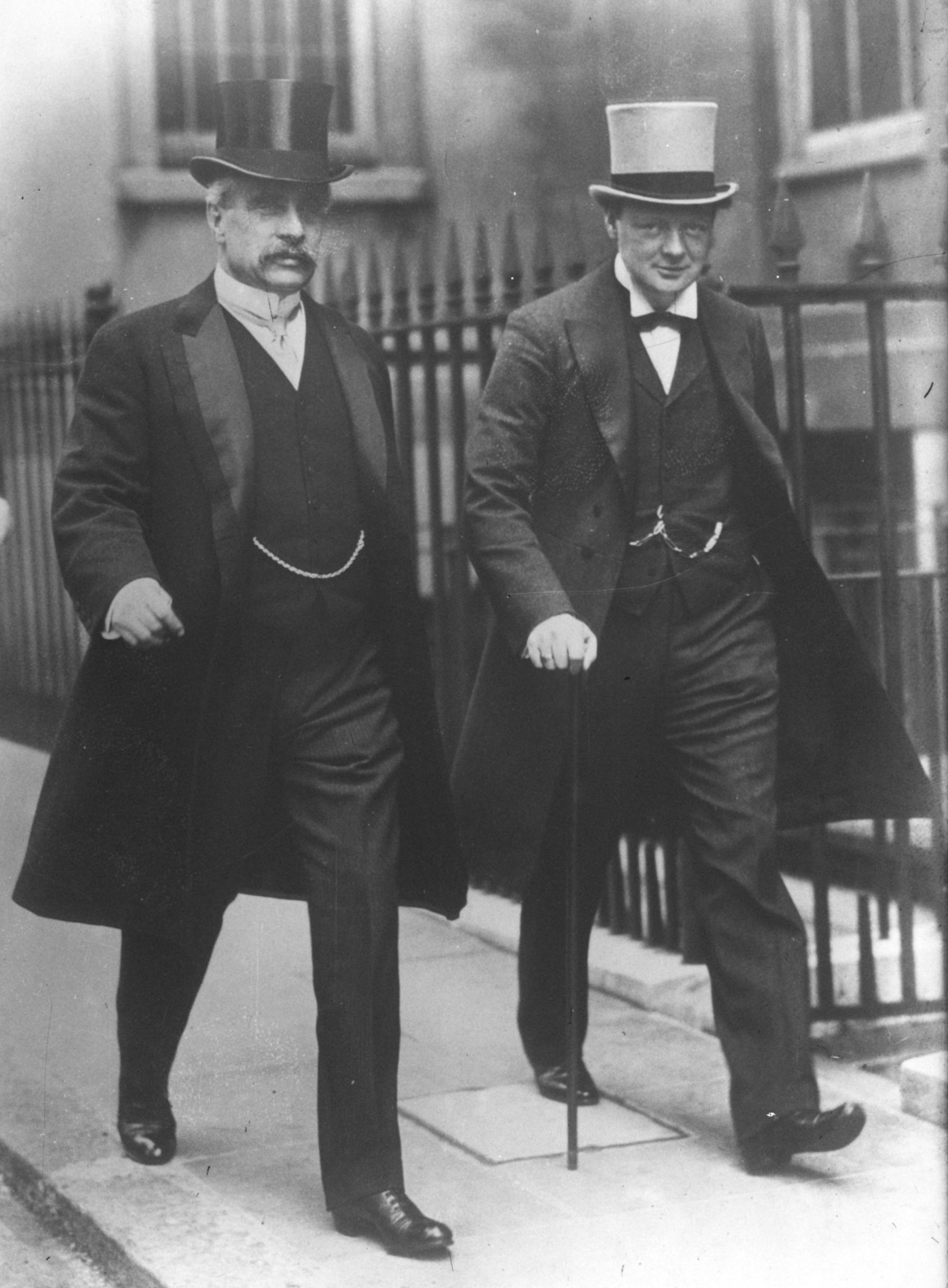
Robert Borden et Winston Churchill en 1912

### Premier ministre
En tant que premier ministre du Canada pendant la Première Guerre mondiale, Borden transforme son gouvernement en une administration de temps de guerre, adoptant la Loi sur les mesures de guerre en 1914. Borden engage le Canada à fournir 500 000 soldats pour l'effort de guerre. Toutefois, les volontaires se font rares lorsque les Canadiens se rendent compte qu'il n'y aura pas de fin rapide et facile à la guerre. Borden est pourtant déterminé à respecter ses engagements : il fait adopter la Loi concernant le service militaire, ce qui mène à la crise de la conscription de 1917, qui divise le pays sur des lignes linguistiques. La question impopulaire de la conscription aura surement sonné le glas de son gouvernement à l'élection de 1917, mais Borden recrute des membres du Parti libéral pour la création d'un gouvernement unioniste sans l'accord de Laurier.
À l'élection de 1917, les candidats du « gouvernement » (incluant les libéraux-unionistes) écrasent les «libéraux de Laurier» de l'opposition au Canada anglais, ce qui donne une très grande majorité parlementaire à Borden. Les « libéraux de Laurier » représentent presque uniquement des circonscriptions francophones. Très peu de conscrits sont enfin envoyés au front, l'armée canadienne ne disposant pas des moyens logistiques pour entraîner, encadrer et mener 500 000 hommes rapidement en Europe. Néanmoins, pour ce premier ministre connu pour son aversion pour les francophones, la polarisation que doit immanquablement susciter cette mesure n'est pas un inconvénient et la division du Parti libéral lui bénéficie certainement.
La guerre permet au Canada de s'affirmer comme pouvoir indépendant. Borden veut créer une armée canadienne unique, plutôt que d'avoir des soldats séparés et assignés à des divisions britanniques. Sam Hughes, le ministre de la milice, s'assure que les Canadiens sont bien entraînés et préparés à se battre au sein de leurs propres divisions et le général Arthur Currie est un chef sensé pour les divisions canadiennes en Europe bien qu'elles soient toujours sous commandement britannique. Néanmoins, les troupes canadiennes montrent qu'elles sont parmi les meilleures au monde, comme dans la Somme, à Ypres, à Passchendaele et surtout à la Vimy.
Hughes est toutefois critiqué pour son insistance à équiper les soldats canadiens d'un fusil canadien mal adapté aux conditions des tranchées. De plus, il est critiqué au Québec parce que c'est un francophobe notoire qui réagit par l'immobilisme aux initiatives visant à permettre plus facilement aux francophones d'occuper des postes d'officiers et de servir dans des unités au commandement francophone.

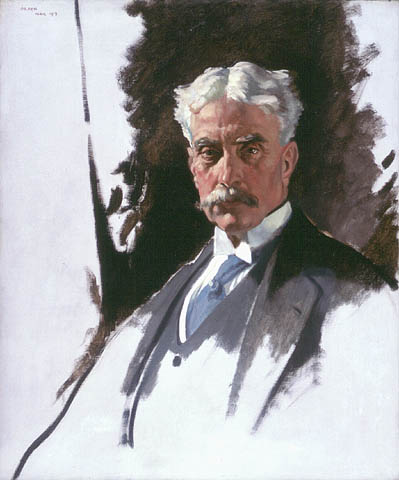
Portrait par William Orpen

En matière d'affaires internationales, Borden joue un rôle crucial dans la transformation de l'Empire britannique en un partenariat d'États mis sur le même pied d'égalité : le Commonwealth, un terme qui est discuté pour la première fois lors d'une conférence impériale à Londres, pendant le conflit mondial. En effet, grâce aux efforts de Borden et du premier ministre sud-africain Jan Smuts, on adopte lors d'une réunion de l'Imperial War Cabinet en avril 1917 la résolution IX. Cette résolution affirme l'égalité des États formant l'Empire britannique et la nécessité de donner une voix dans les affaires internationales à tous dans une conférence après la guerre. 
Borden introduit également les premiers impôts sur le revenu, qui doivent à l'époque être une mesure temporaire mais qui deviennent permanents.
Convaincu que le Canada a acquis le statut de nation sur les champs de bataille en Europe, Borden exige que le pays ait un siège à la conférence de paix de Paris. Le Royaume-Uni s'y oppose initialement mais aussi les États-Unis d'Amérique, qui considèrent qu'une telle délégation ne sera qu'une voix supplémentaire pour les Britanniques. Borden réplique que puisque le Canada a une plus grande proportion d'hommes que les États-Unis dans la guerre (bien que le nombre absolu est similaire pour les deux pays), il a au moins mérité la représentation d'un pouvoir mineur. Le premier ministre britannique, David Lloyd George, finit par céder et convainc les Américains réticents d'accepter la présence de délégations canadiennes, australiennes, néo-zélandaises et sud-africaines séparées. La persévérance de Borden permet au premier ministre de représenter le Canada à Paris en tant que nation et de faire en sorte que chaque dominion puisse signer le traité de Versailles, individuellement, et avoir ainsi le statut de membre à la Société des Nations.
Sur l'insistance de Borden, le traité est ratifié par le Parlement du Canada. Borden est le dernier premier ministre à être fait chevalier : la Chambre des communes vote pour que cesse cette pratique qui consiste à décerner des titres à des Canadiens en 1919, avec l'adoption de la résolution Nickle.
Cette même année, Borden autorise l'usage de la force militaire pour mettre fin à la grève générale de Winnipeg. Entre 1914 et 1917, en réponse à la xénophobie dirigée contre les citoyens de l'Autriche-Hongrie, résultant de la Première Guerre mondiale, 8 579 Européens de l'Est sont internés. Cela inclut à peu près 5 000 ukrainiens, dont certains sont nés au Canada. De plus, 80 000 personnes supplémentaires sont enregistrés et leurs droits civils fondamentaux, comme le droit de vote, supprimés.
Le gouvernement Borden nationalise les compagnies de chemin de fer Canadian Northern et Grand Trunk pour créer ce qui va devenir le Canadian National (Canadien National).

### Fin de vie
Robert Borden démissionne du poste de premier ministre en 1920. Il est chancelier de l'Université McGill de 1918 à 1920 et de l'Université Queen's de 1924 à 1930, et est président de deux institutions financières.
Borden meurt à Ottawa le 10 juin 1937 à l'âge de 83 ans. Il est enterré au cimetière Beechwood, à Ottawa.

## Principales lois adoptées
- Loi sur les mesures de guerre (War Measures Act) en 1914
- Loi taxant les profits d'affaires en temps de guerre en 1916
- Loi de l'impôt de guerre sur le revenu en 1917
- Loi concernant le service militaire en 1917

## Distinctions
- Conseiller du roi
- Ordre de Saint-Michel et Saint-Georges (1914)
- Président du Conseil privé du Roi pour le Canada (1911-1917)[4]

## Archives
Il y a un fonds d'archives Sir Robert Borden à la Bibliothèque et Archives Canada.

## Médiagraphie complémentaire
- Film La Guerre oubliée par Richard Boutet. Retrace l'histoire de la Crise de la conscription (1917) au Québec sous Borden